# Cynanchum bosseri
Cynanchum bosseri är en oleanderväxtart som beskrevs av S. Liede. Cynanchum bosseri ingår i släktet Cynanchum och familjen oleanderväxter. Inga underarter finns listade i Catalogue of Life.